# Iglesias medievales de York

Mapa con las iglesias medievales de la ciudad de York.

York tenía alrededor de cuarenta y cinco iglesias parroquiales en el año 1300. Veinte sobreviven, completas o partes, aunque pocas se utilizan para oficios religiosos en la actualidad.  Este artículo se forma de dos listados: el primero es una lista de las iglesias medievales que aún existen (completas o partes de ellas) y el segundo es un listado de todas las iglesias de las que se tiene constancia pero que ya han desaparecido.

## Iglesias supervivientes y aquellas con detalles originales 'in situ'

### All Saints, North Street

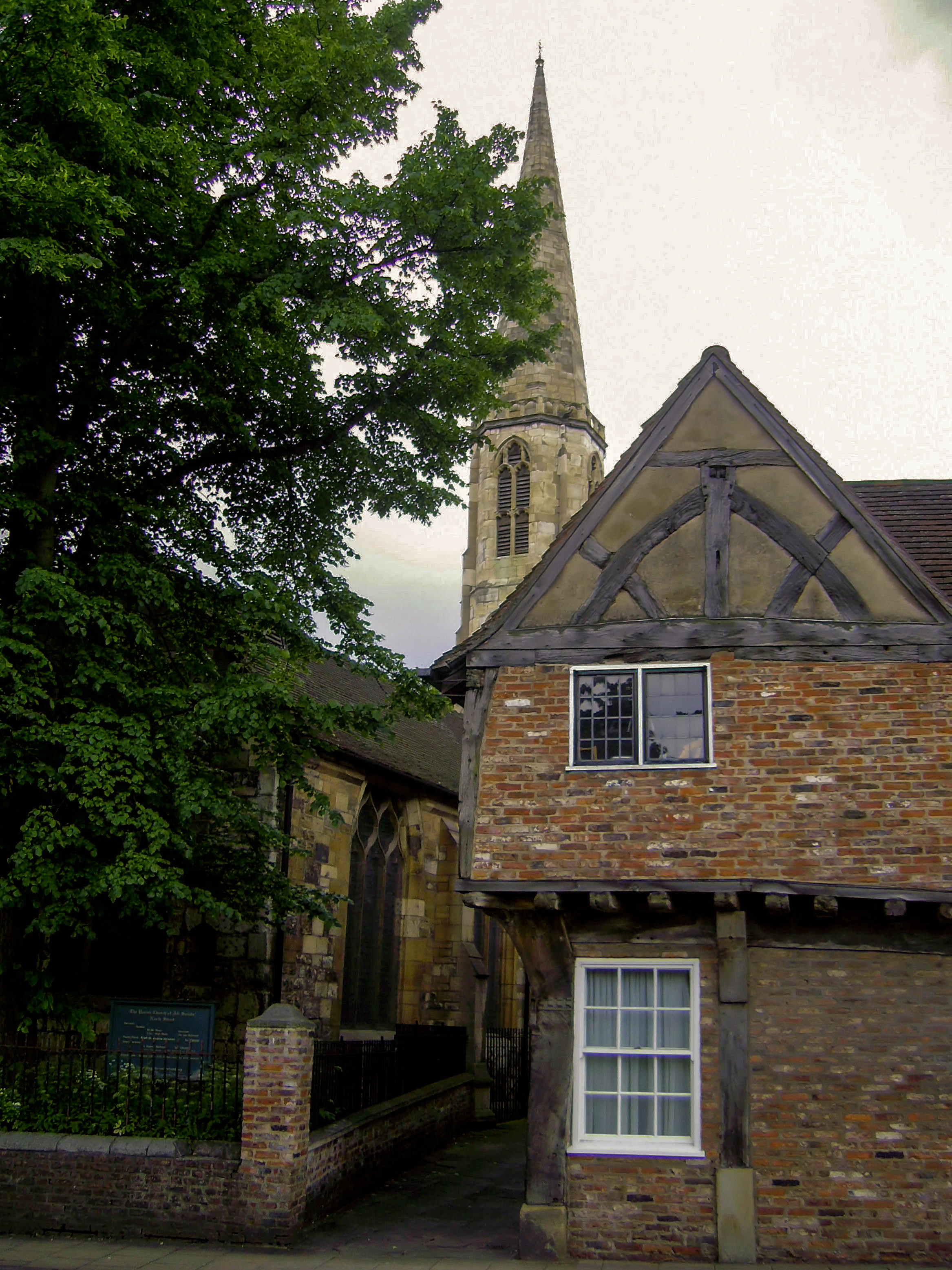
Iglesia de Todos los Santos (All Saints), North Street.

La iglesia de Todos los Santos de North Street fue fundada en el siglo XI, si bien la mayor parte del edificio actual es de los siglos XIV y XV. Se cree que los terrenos sobre los que se asienta fueron donados por el noble normando Ralph de Paganel. Su característica principal exterior es una torre octogonal con una alta aguja. Adosada al extremo oeste hay una ermita construida en hormigón en la década de 1920 en el emplazamiento de una casa ocupada por un ermitaño a principios del siglo XV. En el interior hay techos con vigas de madera del siglo XV y muchas vidrieras medievales, entre las que se encuentran las Obras de misericordia.

### Holy Trinity, Goodramgate

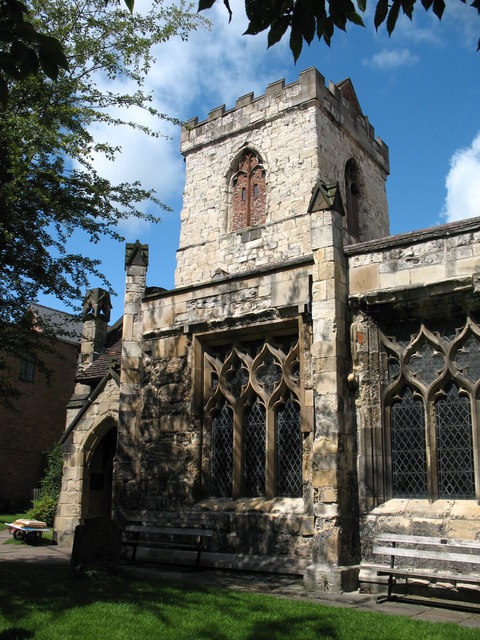
Lateral de la iglesia de la Santísima Trinidad (Holy Trinity), Goodramgat.

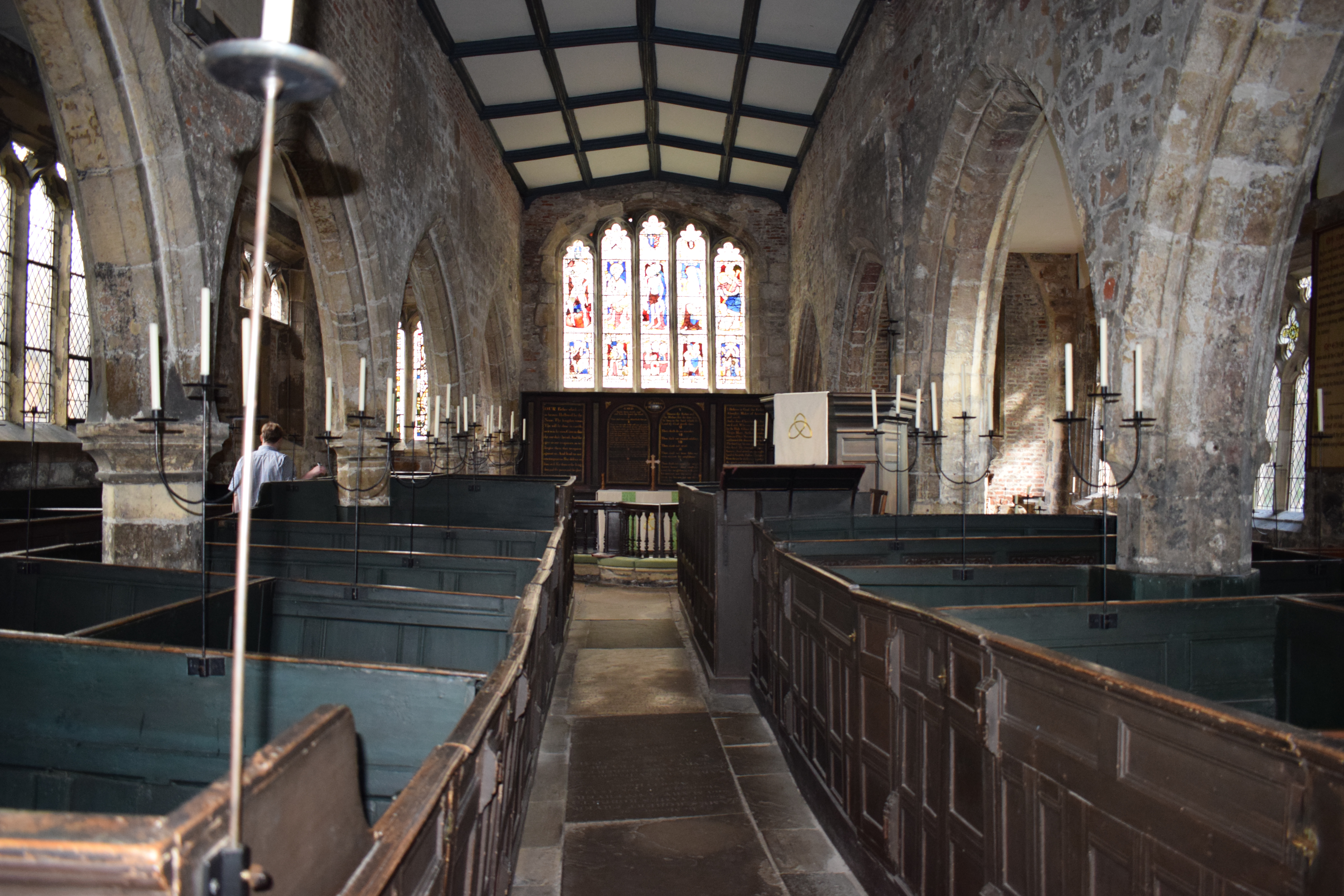
Pasillo central de la iglesia de la Santísima Trinidad (Holy Trinity), Goodramgat. Al fondo, el altar.

Fundada en la primera mitad del siglo XII, su arquitectura es la de los siglos XIII y XIV, con carpintería y bancos de los siglos XII y XIII. La nave sur y la capilla son de 1340 y la torre y la nave norte se construyeron en la primera mitad del siglo XV. El púlpito data de 1695.
La característica más importante de la iglesia son sus vidrieras, entre las que destaca la oriental. Ésta es de estilo gótico perpendicular tardío (data de 1470 a 1471) y representa a varios santos, entre ellos San Jorge y San Cristóbal, así como escudos heráldicos, alrededor de un panel central en el que una representación de Dios como la Trinidad sostiene a Cristo yacente. La vidriera sobre el altar es igualmente gótica perpendicular de 1470-1480. Otros elementos son una sencilla pila bautismal del siglo XV y placas en las paredes que recuerdan a los lores alcaldes de York.
Es un buen ejemplo de cómo se organizaron las iglesias después de la Reforma: algo sombría, con suelos irregulares, bancos altos y paredes lisas. El patio de la iglesia está aislado detrás de hileras de edificios antiguos, a los que se accede por estrechos callejones.bnbn
Es un monumento clasificado de grado I. Fue desacralizada en 1971, pasando a manos del Churches Conservation Trust.

### Holy Trinity Priory, Micklegate
La nave y la torre de la Santísima Trinidad, en Micklegate, son restos de la iglesia del priorato benedictino, situada en el lugar de la iglesia anterior a la Conquista normanda. La actual nave de cinco tramos es de finales del siglo XII y principios del XIII, y la torre se construyó después de 1453. La iglesia cayó rápidamente en una grave decadencia tras la disolución del priorato en 1538.
La extensa restauración que se llevó a cabo a partir de la década de 1850 añadió un coro y una sacristía en 1887; en 1905-1905 se abrió un pórtico norte y se reconstruyó la fachada oeste.

### St Crux, Pavement

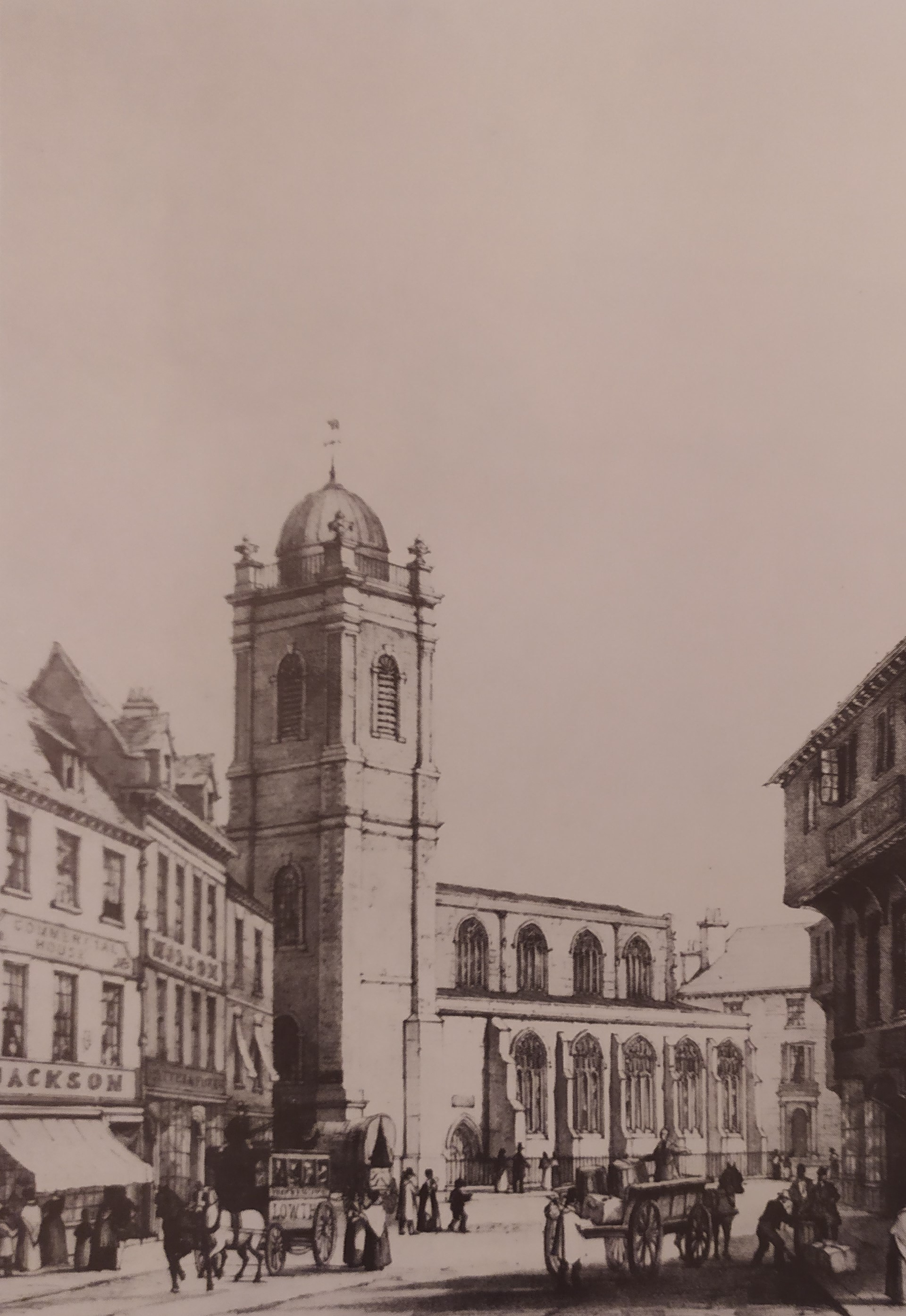
Iglesia de St Crux, Pavement, en 1880.

La de St. Crux (Santa Cruz) fue la mayor iglesia parroquial de York tras su reconstrucción en 1424, y se le añadió una torre de ladrillo en 1697. Se cerró en torno a 1880 tras volverse insegura, y los intentos de recaudar fondos suficientes para restaurarla no tuvieron éxito. Fue demolida en 1887, aunque parte de la piedra de la iglesia se utilizó para construir el salón parroquial de St Crux en la parte inferior de la calle Shambles. El salón contiene varios monumentos de la antigua iglesia, y otros accesorios están ahora en All Saints, High Ousegate, a la que la parroquia de St Crux se unió en 1885. Todavía se puede ver parte del muro de piedra de la nave norte del siglo XV, y forma parte de la pared sur del número 23 de Shambles. El mencionado salón parroquial se utiliza actualmente como cafetería.

### St Cuthbert, Peaseholme Green
La iglesia de San Cuthbert fue construida cerca de Layerthorpe y las murallas de la ciudad de York. Tiene párrocos desde 1239. El edificio actual data de 1430, cuando fue restaurado y reconstruido en gran parte por William de Bowes, que fue alcalde de York entre 1417 y 1428, y diputado en cuatro parlamentos.

### St Denys, Walmgate
La iglesia de St. Denys se encuentra en un patio elevado sobre el nivel de las calles circundantes. Está dedicada a San Denís (Dionisio de París), patrón de Francia. Hay pruebas de que el emplazamiento estuvo ocupado por edificios de la época romana y vikinga o anglosajona. La iglesia actual es el presbiterio del edificio medieval original, y ocupa aproximadamente un tercio de su espacio, pues el extremo occidental fue demolido en 1797, y la torre central (cuya aguja había sido dañada en el Sitio de York y posteriormente fue alcanzada por un rayo en 1700) fue sustituida por la torre actual en 1847.

### St Helen, Stonegate
La iglesia de St. Helen (santa Elena) de Stonegate  está orientada hacia la plaza homónima, que incorpora el histórico patio de la iglesia. El primer indicio histórico es la pila bautismal de mediados o finales del siglo XII, pero, al igual que otras iglesias medievales de la ciudad, es probablemente una fundación anterior a la Conquista normanda. Fue desacralizada en 15551 y reconstruida en 1857-58, derribando y volviendo a levantar los muros norte, sur y este además de sustituir el tejado. Luego, la torre fue reconstruida entre 1875 y 1876. El lateral occidental incorpora una cantidad significativa de vidrieras de los siglos XIV y XV.

### St John, Micklegate

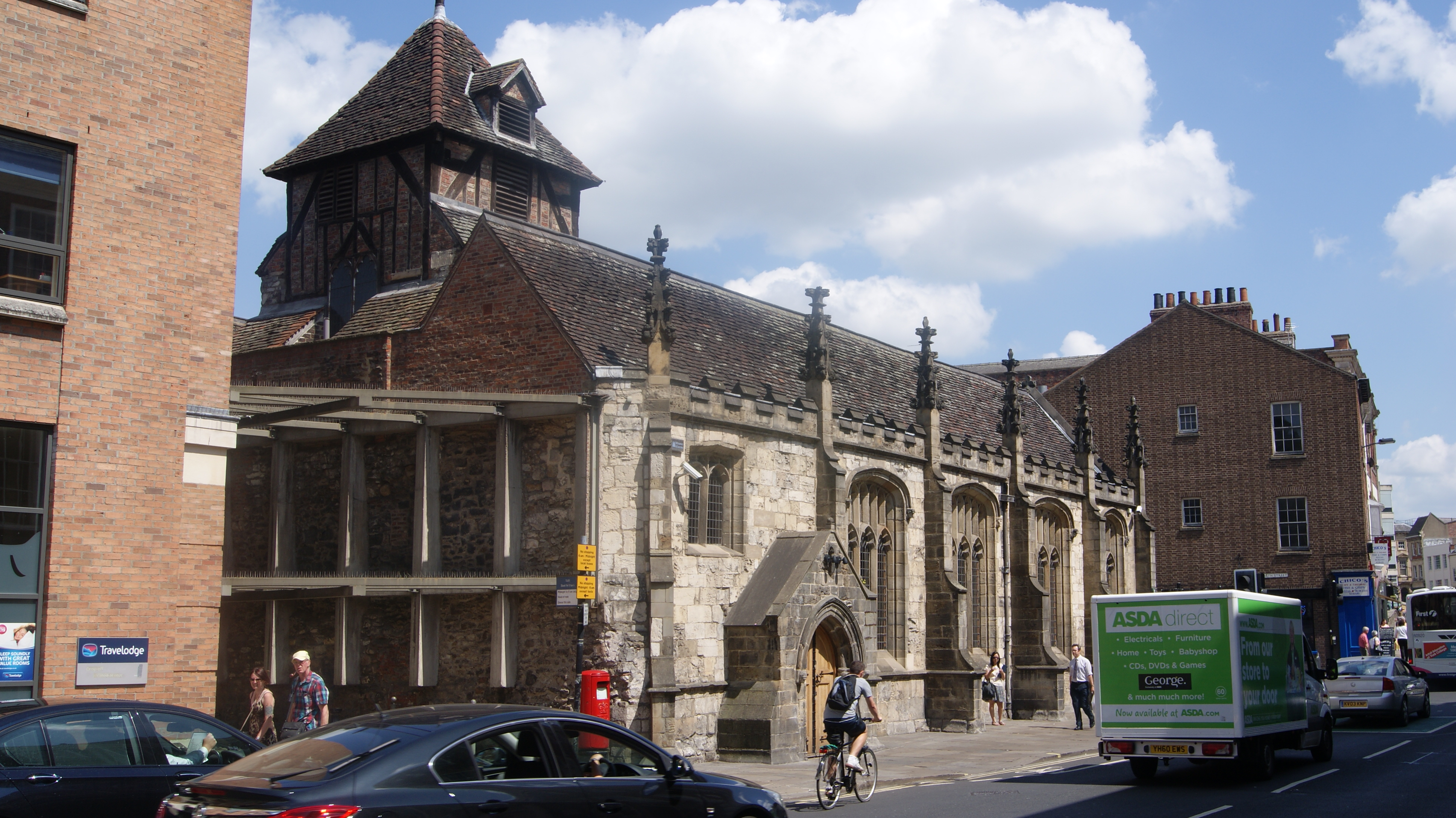
Antigua iglesia de St. John, Micklegate.

St. John (San Juan) de Micklegate es un sencillo edificio rectangular cuyas primeras partes, incluida la base de la torre, dataron del siglo XII. La mayor parte del edificio actual data del siglo XV, aunque el extremo oriental se reconstruyó a mediados del XIX para permitir el ensanchamiento de la calle North Street y se realizó una amplia restauración en ese periodo. La iglesia cerró en 1934. Posteriormente se convirtió en el Instituto de Arquitectura del York Academic Trust, que se fusionó con la nueva Universidad de York y luego se utilizó como Centro de Artes en la década de 1960. Posteriormente se vendió y hoy es un bar.

### St Lawrence, Lawrence Street
Da iglesia original de St. Lawrence (San Lorenzo) sólo se conservan la torre original y la pila bautismal (c.1400), ya que el resto fue demolido en la década de 1880 para construir un nuevo templo más grande.

### St Margaret, Walmgate

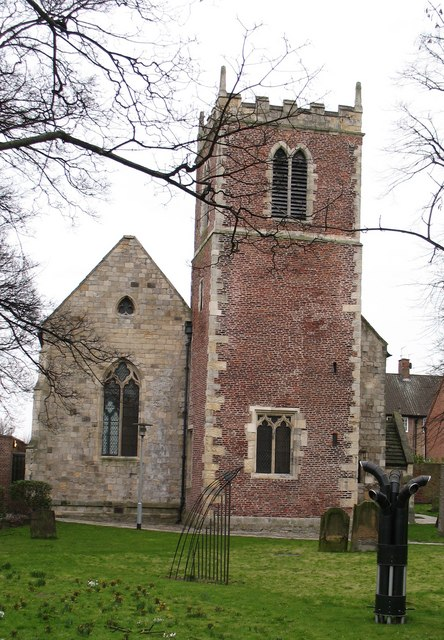
St. Margaret, Walmgate.

St. Margaret (Santa Margarita) de Walmgate data al menos del siglo XII, aunque la mayor parte de la estructura actual es del siglo XIV. Las principales excepciones son la torre, construida en ladrillo en 1684 tras el derrumbe de una anterior, y el pórtico sur con bóveda de cañón, que se trasladó desde la iglesia del Hospital de San Nicolás situada a las afueras de Walmgate Bar, que se perdió durante la revolución inglesa.
Fue desacralizada en 1974 y desde entonces se utilizó como almacén para el York Theatre Royal; desde en el año 2000 se usa como escenario del National Centre for Early Music. El edificio está catalogado de grado I.

### St Martin, Coney Street
Dedicada a San Martín de Tours, la iglesia de St. Martin fue fundada en el siglo XI y su torre construida en el siglo XV. En la segunda mitad del XIX sufre una intensa restauración en la que se reconstruyen el cuerpo sur y los extremos orientales de las naves. También se añadió el pórtico del extremo este hacia Coney Street, un pórtico sur cerca de la torre y nuevas vidrieras. El 29 de abril de 1942 sufrió graves daños por los bombardeos de la Segunda Guerra Mundial (de la que se salvó la gran vidriera medieval con escenas de la vida de San Martín, retirada dos años antes) y fue reconstruida entre 1961 y 1968.
El edificio está catalogado de grado II.

### St Martin-cum-Gregory, Micklegate
Una parte de la nave de St. Martin-cum-Gregory data del siglo XIII; el resto del edificio data de los siglos XIV y XV. Originalmente sólo estaba dedicada a San Martín, pero adquirió su nombre actual cuando se fusionó con la parroquia de San Gregorio en 1585.
El edificio, catalogado de grado I, hoy es un centro de interpretación llamado The Stained Glass Centre.

### St Mary Bishophill Junior

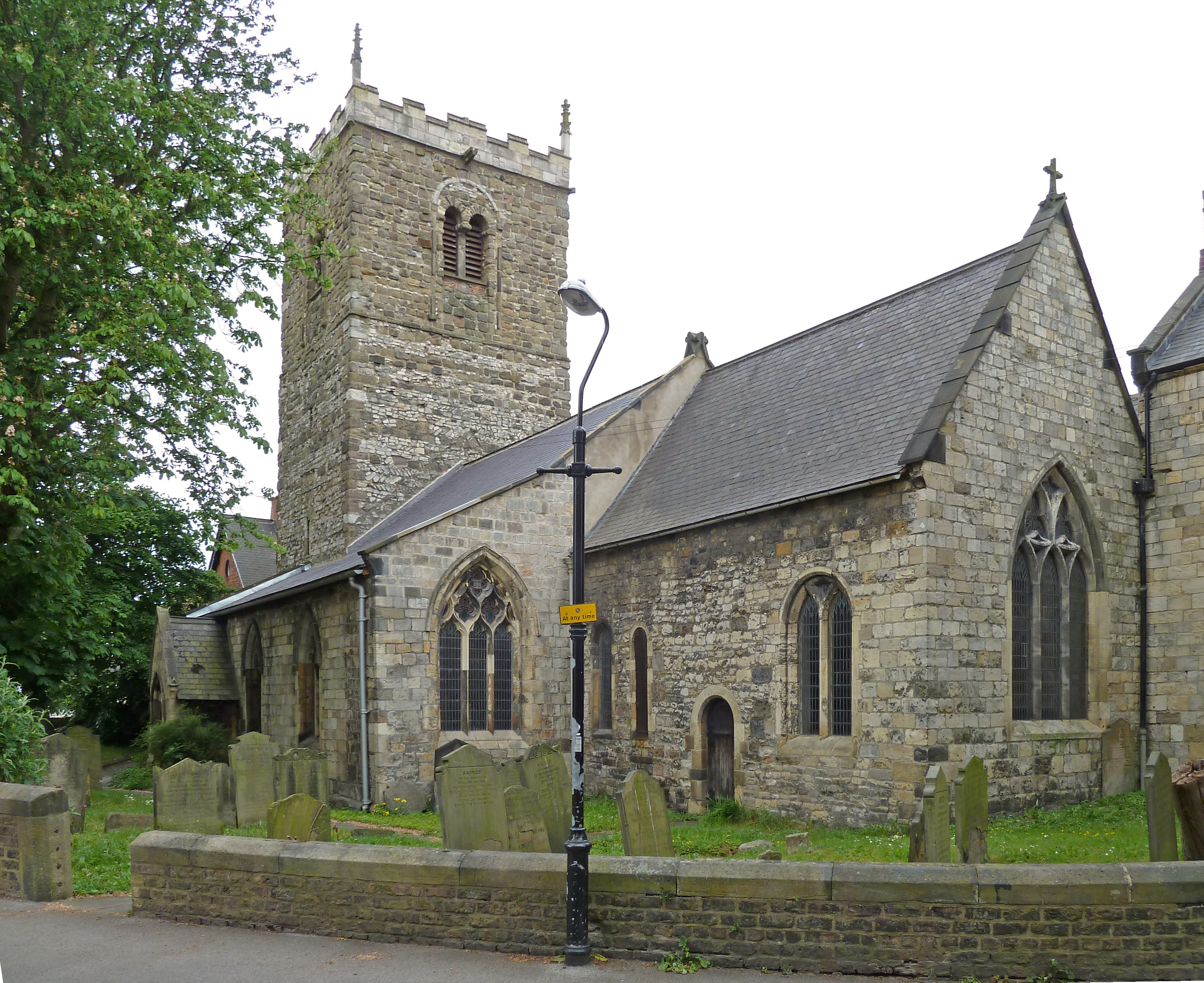
St. Mary Bishophill Junior.

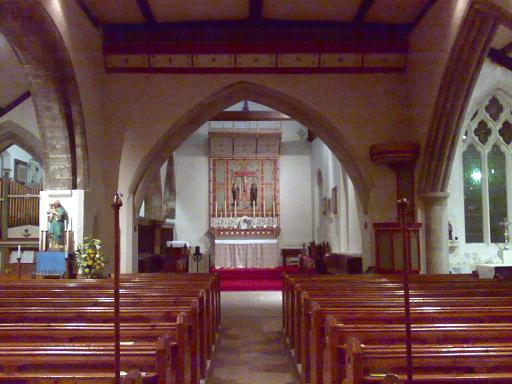
St. Mary Bishophill Junior (interior).

En general, se considera que St. Mary Bishophill Junior es la iglesia más antigua que se conserva dentro de las murallas de la ciudad. La iglesia está situada dentro de lo que fue la ciudad romana de Eboracum y se pueden observar mosaicos romanos en la torre. La torre es la parte más antigua, pues data de la época anglosajona tardía (siglo X). La nave del siglo XI tiene una arcada norte y una nave norte del XII. El presbiterio data del siglo XIII. La pila bautismal y las campanas también son medievales; las almenas se añadieron hacia 1411.
El edificio está catalogado de grado I.

### St Mary, Castlegate
La iglesia está situada en Castlegate, una calle histórica del centro de York. Data del siglo XI, pero el edificio actual es en su mayor parte del siglo XV. Posteriormente fue restaurada entre 1867 y 1870, cuando se sustituyeron las vidrieras orientales, se volvió a techar la iglesia y se renovó el contrafuerte del extremo oriental.
Fue desacralizada en 1958 y hoy el edificio, catalogado de grado I, es una galería de arte contemporáneo a cargo del York Museums Trust.

### St Michael, Spurriergate
Fue levantada en torno al siglo XII y cuenta con añadidos de los siglos XIV y XV, aunque se redujo su tamaño por el lado este en la década de 1820. Ya en el siglo XX se derribó la torre entre 1966 y 1967.
La iglesia se cerró en 1984 y el edificio volvió a abrirse como restaurante y cafetería en 1989. La conversión conservó una pequeña capilla en el piso superior que se utiliza ocasionalmente para el culto.

### St Michael-le-Belfrey, High Petergate
De la construcción medieval de St. Michael-le-Belfrey, levantada antes del siglo XIV, sólo queda la vidriera del siglo XVI de la ventana oriental. Aquí fue bautizado Guido Fawkes, recordado por intentar asesinar al rey Jacobo I en 1605.

### St Olave's, Marygate
Dedicada a San Olaf, está situada dentro de los muros de la Abadía de Santa María, que se perdió con la Disolución de los monasterios del siglo XVI. Se cree que fue fundada por Siward de Northumbria (cuyos restos se guardan en la iglesia) antes de la Conquista normanda, y fue restaurada en el siglo XVIII. En 1887-89 se añadió un nuevo coro. Contiene la vidriera oriental de cinco luces del siglo XV.
El edificio está catalogado de grado I.

### St Sampson, Church Street

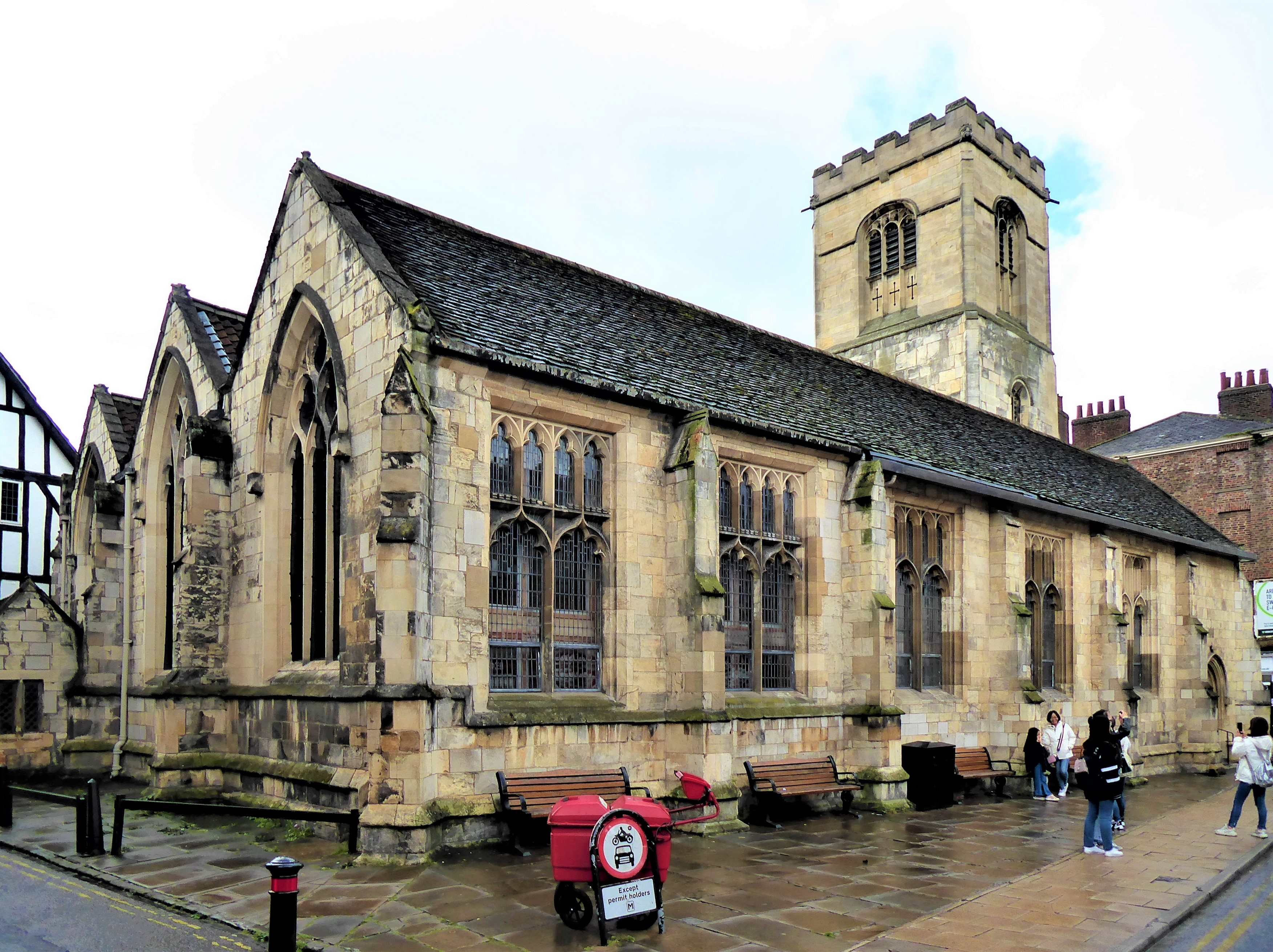
St. Sampson, Church Street.

La iglesia de St. Sampson, dedicada a San Sansón de Dol, se registró por primera vez en 1154, y a partir de 1394 fue administrada por los vicarios del coro de la catedral de York. Luego sería progresivamente modificada en el siglo XV: la nave sur fue reconstruida en la década de 1400, y la nave norte data de la década de 1440, mientras que la torre oeste fue reconstruida en la década de 1480. En 1644, la torre sufrió daños durante la revolución inglesa, y las tropas parlamentarias destruyeron posteriormente la mayoría de los monumentos de la iglesia.
Entre 1845 y 1848, la mayor parte de la iglesia fue de nuevo reconstruida, y se añadió una sacristía. Aquí se redujo la altura de la torre, siendo elevada de nuevo en 1910. En 1969 fue desacralizada y desde 1974 funciona como centro para personas mayores.
El edificio está catalogado de grado II.

### St Saviour, St Saviourgate
La iglesia de San Salvador (St. Saviour) se fundó en el siglo XI, pero el edificio actual data del siglo XV. Las naves norte y sur fueron reconstruidas entre 1844 y 1845. En 1871 se llevó a cabo otra restauración en la que el antiguo retablo se sustituyó por uno nuevo y pilares y arcadas fueron despojados de la cal. La sacristía fue añadida en el lado sur en 1878 para reemplazar la antigua sacristía del lado este.
El edificio está catalogado de grado II y en la actualidad es utilizado por el York Archaeological Trust, ya que fue desacralizado en 1954.

## Iglesias medievales destruidas
- All Saints, Fishergate - situada al sur de Paragon Street.
- All Saints, Peasholme Green
- Holy Trinity (también conocida como Christ Church), King's Court -
- St Andrew, Fishergate
- St Benet, Patrick Pool
- St Clement, Clementhorpe
- St. Edward, Lawrence Street
- St George, Fishergate - *St Giles, Gillygate
- St Gregory, Barker Lane - demolida en el siglo XVI.
- St Helen, Fishergate
- St Helen on the Walls, Aldwark
- St. John-del-Pyke
- St John, Hungate - demolida en 1586.
- St Mary ad Valvas
- St Mary, Bishophill Sénior - demolida en 1963. Algunos monumentos y otros fueron llevados a St Clements, Scarcroft Road, y partes de construcción fueron reutilizadas en la iglesia de The Holy Redeemer, Boroughbridge Road
- St. Mary, Layerthorpe
- St. Mary, Walmgate
- St Maurice, Monkgate - demolida en 1876 y reemplazada por una iglesia nueva, también demolida en 1966. Parte de su cementerio aún se ve en la esquina de Lord Mayor's Walk.
- St. Michael-without-Walmgate
- St Nicholas, Lawrence Street - era parte del hospital de San Nicolás levantado en el siglo XII. Sobrevivió hasta que durante el Sitio de York de la revolución inglesa en 1644 fue gravemente dañada por las tropas parlamentarias.
- St Peter-le-Willows, Walmgate
- St Peter-the-Little, Peter Lane. En 1548 se fusionó con la parroquia de All Saints, Pavement, y al año siguiente se vendió la iglesia y sus terrenos a Miles Newton of York. Sin embargo, los feligreses no aceptaron esta situación hasta 1583 (33 años después de la muerte de Miles Newton, que la legó a su hijo), y finalmente fue derribada en 1586.
- St Stephen, Fishergate
- St Wilfrid, Blake Street - suprimida en 1585. El nombre fue revivido en 1760 para una capilla católica en un sitio diferente, y en 1802 ésta fue reconstruida en la plaza Duncombe Place, donde en 1864 se levantó la actual iglesia católica de St Wilfrid.